# Ropica latepubens
Ropica latepubens là một loài bọ cánh cứng trong họ Cerambycidae.